# Cryptocoryne minima
Cryptocoryne minima är en kallaväxtart som beskrevs av Henry Nicholas Ridley. Cryptocoryne minima ingår i släktet Cryptocoryne och familjen kallaväxter. Inga underarter finns listade.